# Русецький Іван
Іван Русецький (28.03.1827, с. Липа — ?) — український селянин з с. Липа, громадський діяч.

## Життєпис
Народився 28.03.1827 в с. Липа (Надсяння) в родині землероба Григорія Русецького. Працював у власному господарстві. Одружився в 1848 р. з Анною Костівною († 1857), 1 син.

## Громадська діяльність
Був обраний послом до Галицького сейму 1-го скликання у 1861 році від IV курії 26 округу Добромиль — Устрики — Бірча; входив до складу «Руського клубу».
Посол палати депутатів Райхсрату Австро-Угорщини у 1861–1865 роках від сіл Сяноцького округу (судові повіти Сянік, Риманів, Буківсько, Лісько, Балигород, Літовищі, Добромиль, Устрики, Бірча, Дубецько, Березів, Дукля, Коросно, Змигород). 